# مارتينا ويسنبيلدروفا
مارتينا ويسنبيلدروفا (بالتشيكية: Martina Weisenbilderová)‏ مواليد 13 أبريل 1992 في ليبيريتس، تشيكوسلوفاكيا، هي لاعبة كرة يد تشيكية تلعب كوسط مدافع. مثلت منتخب التشيك لكرة اليد للسيدات.

## سجل المنافسة
شاركت في البطولات التالية:
- بطولة أوروبا لكرة اليد للسيدات 2016

## الإنجازات
- الدوري التشيكي لكرة اليد للسيدات:
  - الفوز: 2013، 2014
- كأس التحدي الأوروبية لكرة اليد للسيدات:
  - الفوز: 2013